# Walckenaeria columbia
Walckenaeria columbia är en spindelart som beskrevs av Alfred Frank Millidge 1983. Walckenaeria columbia ingår i släktet Walckenaeria och familjen täckvävarspindlar. Inga underarter finns listade i Catalogue of Life.